# Nazzareno Marconi
Nazzareno Marconi (* 12. února 1958 Città di Castello) je italský římskokatolický duchovní a biskup Maceraty.

## Život
Narodil se 12. února 1958 v Città di Castello.
Vstoupil do Papežského římského většího semináře. Filosofické vzdělání získal na Papežské lateránské univerzitě a teologické na Gregorianě. Dne 2. července 1983 byl biskupem Carlem Urru vysvěcen na kněze a inkardinován do diecéze Città di Castello. Na Papežském biblickém institutu získal licenciát z biblistiky. Je absolventem doktorského studia Papežské univerzity Urbaniana.
Působil ve farnosti svatého Justýna a farnosti svatého archanděla Michaela v Citerně. Byl vedoucím katechetického úřadu diecéze a profesorem Teologického institutu v Assisi. Roku 2004 byl jmenován rektorem Papežského regionálního semináře Umbrie. Dne 10. března 2005 mu byl udělen titul Kaplan Jeho Svatosti. Od roku 2013 sloužil ve farnosti svatého Donáta v rodném městě.
Dne 3. června 2014 jej papež František jmenoval biskupem Macerata-Tolentino-Recanati-Cingoli-Treia. Biskupské svěcení přijal 13. července z rukou kardinála Gualtiera Bassettiho a spolusvětiteli byli biskup Domenico Cancian a biskup Claudio Giuliodori.
Dne 17. prosince 2022 byl název diecéze Macerata-Tolentino-Recanati-Cingoli-Treia změněn na diecéze Macerata. Z ostatních sídel byly vytvořeny titulární diecéze.